# Hahnenklee

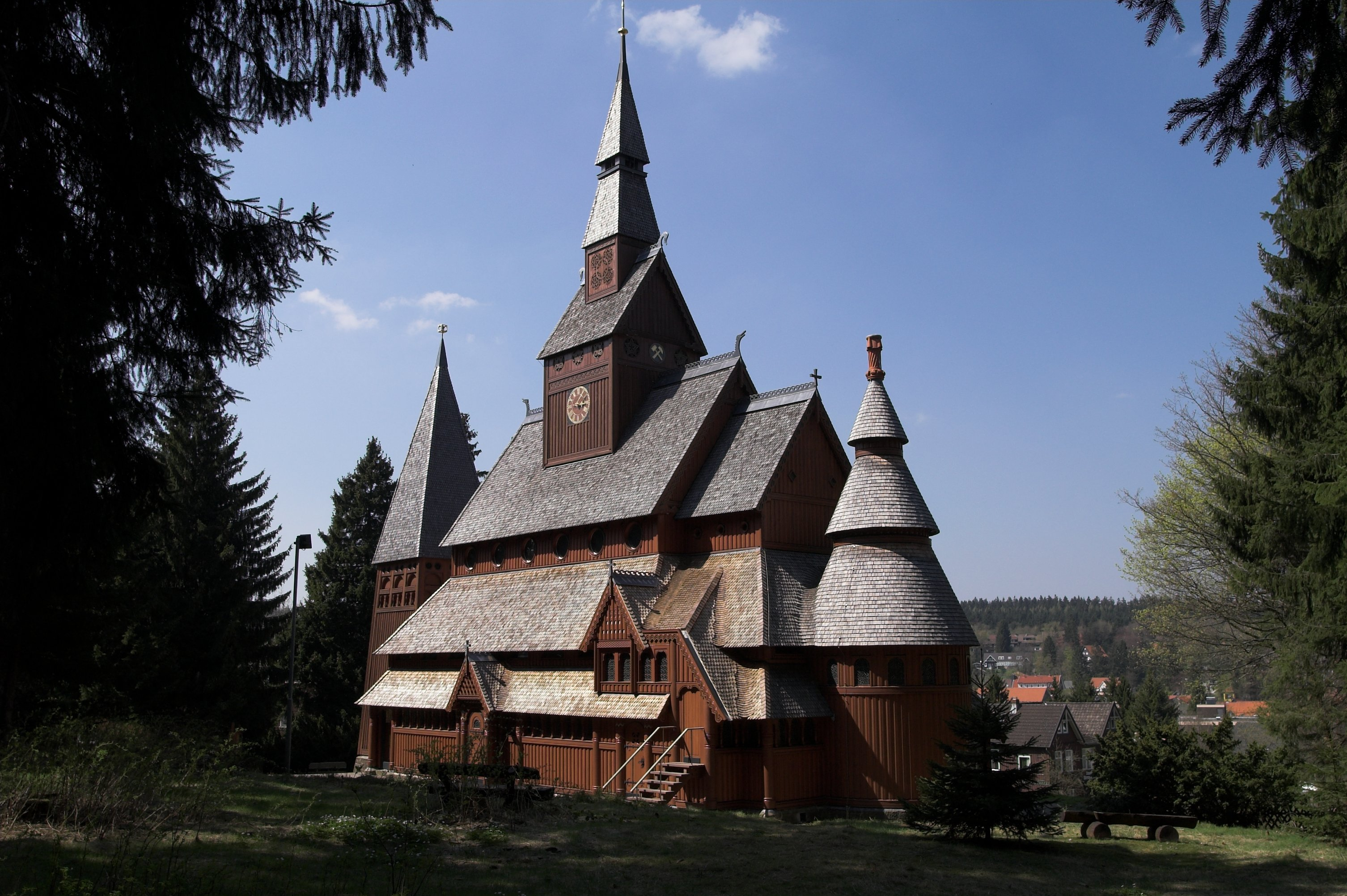
Église en bois debout à Hahnenklee.

Hahnenklee est une Ortsteil (quartier) de la ville de Goslar en Basse-Saxe.

## Patrimoine
On y trouve une église en bois debout, la Stavkirke Gustav Adolf.

## Sport
Une piste de luge fut construite.
Un total de 4,3 km de pistes de ski alpin est desservi par un télécabine, un télésiège, deux téléskis et un tapis-roulant. Cela en fait le deuxième plus grand domaine skiable du Harz après Wurmberg.